# 埃爾斯伯勒鎮區 (明尼蘇達州莫雷縣)
埃爾斯伯勒鎮區（英語：Ellsborough Township）是位於美國明尼蘇達州莫雷縣的一個行政鎮區。

## 歷史
埃爾斯伯勒鎮區於1874年設立，得名自早期定居者克努特·埃林森（Knut Ellingson）。

## 地方資料
埃爾斯伯勒鎮區的面積為93.00平方千米，當中陸地面積為91.40平方千米，而水域面積為1.60平方千米。根據2020年美國人口普查的數據，當地共有人口139人，而人口密度為每平方千米1.49人。